# 31–35 School Street (Port Ellen)
Bei 31–35 School Street handelt es sich um eine Gruppe von fünf Wohnhäusern in der schottischen Stadt Port Ellen auf der Hebrideninsel Islay. Die Gebäude befinden sich in Hafennähe auf der Landspitze Rubha Glas. Am 28. August 1980 wurden die Häuser als Gesamtanlage in die schottischen Denkmallisten in der Kategorie C aufgenommen.

## Beschreibung
Die Gebäudegruppe ist in geschlossener Bauweise gebaut. Sie zieht sich über 50 m entlang der School Street. Entlang der gegenüberliegenden Straßenseite verläuft die Küstenlinie, weshalb dort keine Gebäude zu finden sind. Die geschlossene Front weist in nordwestlicher Richtung über die Bucht von Port Ellen direkt auf die ebenfalls denkmalgeschützte Whiskybrennerei Port Ellen. Die Häuser sind in der typischen lokalen Bauweise des beginnenden 19. Jahrhunderts gebaut. Sie besitzen jeweils ein Obergeschoss und schließen mit schiefergedeckten Satteldächern. Die Fassaden sind regionstypisch mit Harl verputzt. Im September 2010 wurde einem Antrag stattgegeben die aus Highland-Schiefer bestehenden Schindeln von Haus Nr. 33 durch solche aus spanischem Schiefer zu ersetzen.